# Episodi di PopPixie
La serie animata PopPixie, composta da 52 episodi, è andata in onda per la prima volta su Rai 2 nel 2011.
| Nº | Titolo                                     | Prima TV Italia  |
| -- | ------------------------------------------ | ---------------- |
| 1  | L'invasione verde                          | 10 gennaio 2011  |
| 2  | Un pesce fuor d'acqua                      | 11 gennaio 2011  |
| 3  | Cherie - Una pixie tempestosa              | 12 gennaio 2011  |
| 4  | Il segreto di Lockette                     | 13 gennaio 2011  |
| 5  | Le pixiemonete volanti                     | 14 gennaio 2011  |
| 6  | L'albero dei gelati di Caramel             | 17 gennaio 2011  |
| 7  | L'incantesimo dello specchio               | 18 gennaio 2011  |
| 8  | L'intervista del secolo                    | 19 gennaio 2011  |
| 9  | Un robot per Chatta                        | 20 gennaio 2011  |
| 10 | Il mistero della magicpop perduta          | 21 gennaio 2011  |
| 11 | Camp Pixie                                 | 24 gennaio 2011  |
| 12 | Salviamo le scimmie svitate                | 25 gennaio 2011  |
| 13 | Il mio miglior amico                       | 26 gennaio 2011  |
| 14 | La pozione speciale di Amore               | 27 gennaio 2011  |
| 15 | Il ladro di giocattoli                     | 28 gennaio 2011  |
| 16 | I poppixie tecnomagici                     | 31 gennaio 2011  |
| 17 | Un elfo a scuola                           | 1º febbraio 2011 |
| 18 | Gnomi impazziti                            | 2 febbraio 2011  |
| 19 | Un bisticcio tra elfi                      | 3 febbraio 2011  |
| 20 | Un'epidemia a Pixiville                    | 4 febbraio 2011  |
| 21 | Gli eroi dello scuolabus                   | 7 febbraio 2011  |
| 22 | Sono anch'io una pop pixie!                | 8 febbraio 2011  |
| 23 | Sei licenziato!                            | 9 febbraio 2011  |
| 24 | Capelli selvaggi!                          | 10 febbraio 2011 |
| 25 | Il talento di Martino                      | 11 febbraio 2011 |
| 26 | L'attacco dei ragni giganti                | 14 febbraio 2011 |
| 27 | La corsa all'oro degli gnomi               | 15 febbraio 2011 |
| 28 | Il party perfetto                          | 16 febbraio 2011 |
| 29 | Un cucciolo divertente                     | 17 febbraio 2011 |
| 30 | Il gran premio di Pixieville               | 18 febbraio 2011 |
| 31 | Un talent show esplosivo                   | 21 febbraio 2011 |
| 32 | Lo spettacolo scoppiettante di Jolly       | 22 febbraio 2011 |
| 33 | Amore e i draghi litigiosi                 | 23 febbraio 2011 |
| 34 | Un ammiratore per Chatta                   | 24 febbraio 2011 |
| 35 | L'ultimo gnomo                             | 25 febbraio 2011 |
| 36 | L'assalto sotterranero degli elfi          | 28 febbraio 2011 |
| 37 | Magicpop in pericolo                       | 1º marzo 2011    |
| 38 | Una giornata elettrizzante                 | 2 marzo 2011     |
| 39 | Tre desideri straordinari                  | 3 marzo 2011     |
| 40 | I pixie lillipuziani                       | 4 marzo 2011     |
| 41 | Il rivale chiacchierone di Chatta          | 7 marzo 2011     |
| 42 | Più in fretta, Pam                         | 8 marzo 2011     |
| 43 | La coccinella della sfortuna               | 9 marzo 2011     |
| 44 | Un brutto raffreddore per Fixit e Martino! | 10 marzo 2011    |
| 45 | Le tortine zuccherose di Caramel           | 11 marzo 2011    |
| 46 | Vita da Cherie                             | 14 marzo 2011    |
| 47 | La sfida tra Caramel e Martino             | 15 marzo 2011    |
| 48 | Sirene, le migliori amiche dei poppixie    | 16 marzo 2011    |
| 49 | Un tesoro ai piedi dell'arcobaleno         | 17 marzo 2011    |
| 50 | La pozione delle sirene                    | 18 marzo 2011    |
| 51 | La minaccia di Rex a Pixieville            | 21 marzo 2011    |
| 52 | Salviamo l'Albero della Vita!              | 22 marzo 2011    |

## L'invasione verde
- Prima TV: 10 gennaio 2011

## Un pesce fuor d'acqua
- Prima TV: 11 gennaio 2011

## Cherie - Una pixie tempestosa
- Prima TV: 12 gennaio 2011

## Il segreto di Lockette
- Prima TV: 13 gennaio 2011

I genitori di Lockette stanno per andare a trovarla e lei, per non deluderli, finge di aver già guadagnato una magicpop e di lavorare nella migliore pasticceria dei dintorni, il Molly Moo, prendendo il posto di Caramel, la sorella di Martino, (che nel frattempo è stata allontanata dal fratello). Alla fine però la verità viene a galla, ma i genitori di Lockette le dicono di non essere delusi, e che deve continuare a cercare di scoprire qual è il suo talento.

## Le pixiemonete volanti
- Prima TV: 14 gennaio 2011

Chatta vorrebbe farsi assumere dalla Gazzetta di Pixieville, cerca una grossa notizia. A quel punto si accorge che gli elfi stanno rubando ingenti quantità di denaro alle pixie usando un flauto magico che attira le monete. Chatta riesce a sottrarre loro il flauto e porta i soldi dal direttore del giornale raccontandogli l'accaduto. Quest'ultimo, non credendo alla sua storia, la caccia via, ma dovrà fare i conti con i proprietari dei soldi, che sono infuriati con lui avendolo visto con il loro denaro.

## L'albero dei gelati di Caramel
- Prima TV: 17 gennaio 2011

Al Molly Moo ci sono troppi clienti, perciò Caramel decide di far crescere un albero che produce gelati, in modo da facilitarle il lavoro. Inizialmente la sua sembra essere una buona idea, tuttavia ben presto si rivela essere un fallimento, dato che l'albero si riproduce in fretta, riempiendo tutta Pixieville di piante e, di conseguenza, di gelato. Alla fine Cherie riuscirà a risolvere il problema congelando tutti gli alberi e il gelato da essi prodotto.

## L'incantesimo dello specchio
- Prima TV: 18 gennaio 2011

Un elfo femmina di nome Maxine riesce a ingannare Morpho, un conoscente di Lockette in grado di trasformarsi e trasformare gli altri, facendo sì che lei si trovi col corpo di Lockette e Lockette si trovi nel suo, ma dato che la pixie non era presente, Morpho ha dovuto fare l'incantesimo attraverso uno specchio magica dove era visibile Lockette. Maxine decide di usare il potere per derubare l'albergo Pixie Plaza, dove lavora la pixie. Dato che Morpho non riesce a spezzare l'incantesimo coi suoi poteri, capisce che l'unico metodo e rompere lo specchio di Maxine. Dopo vari tentativi riesce nell'impresa, facendo tornare Lockette e Maxine al loro aspetto normale e guadagnando una magicpop, quella del poppixie delle trasformazioni.

## L'intervista del secolo
- Prima TV: 19 gennaio 2011

Chatta deve intervistare il famoso musicista Quentin Quake, che alloggia al Pixie Plaza, ma prima va a prendere un profumo da Amore. Dato che quest'ultima però non è presente al suo negozio, Chatta prende un profumo magico sbagliato, che le fa crescere la barba e i baffi durante l'intervista a Quentin. Alla fine Amore risolverà il problema facendo tornare normale Chatta e utilizzando delle pozioni di crescita della barba e dei capelli ad alcuni gnomi calvi e a Quentin, anche lui segretamente calvo.

## Un robot per Chatta
- Prima TV: 20 gennaio 2011

È il compleanno di Chatta, e i suoi amici le regalano un Pixie Bot, un particolare robot costruito da Fixit, in grado di svolgere vari lavori domestici. Chatta ne è talmente felice da pubblicizzarlo, così che in breve tempo in moltissimi lo vogliono. Questi robot sono però un grosso problema per gli elfi, dato che riescono sempre a sistemare in fretta i guai da loro combinate. Decidono quindi di lanciare un incantesimo per far sì che i Pixie Bot facciano il contrario di ciò che viene loro chiesto, ma Fixit, che ha da poco ricevuto dall'Albero della Vita una magicpop che lo ha reso il poppixie della tecno-magia, riesce a far tornare i Pixie Bot come prima.

## Il mistero della magicpop perduta
- Prima TV: 21 gennaio 2011

Chatta deve fare un servizio giornalistico riguardo al Pixie Plaza insieme ad Amore. Essendo ospiti speciali il signor Rollo, il proprietario, tenta di soddisfare ogni loro richiesta con l'aiuto di Lockette, sua dipendente. Il lavoro risulterà essere più difficile del previsto, col risultato che Lockette finisce col creare scompiglio nei dintorni, oltre che comprare parecchie cose costosissime. Alla fine però Chatta e Amore devono pagare i danni ma, non avendo abbastanza soldi, vengono costrette a lavorare al Pixie Plaza.

## Camp Pixie
- Prima TV: 24 gennaio 2011

Lockette e Amore vanno al Camp Pixie, un corso di campeggio, tuttavia ci sono andate principalmente perché quest'ultima è innamorata di Ranger Robinson, una delle due guide. L'altra, però, è una pixie di nome Tundra, che, essendo un'amica intima di Robinson, fa ingelosire Amore. Il campeggio risulta essere però pieno di pericoli, tanto che, ad un certo punto, tutti i partecipanti finiscono nelle sabbie mobili. In quel caso Zing, che faceva parte del gruppo, riesce a trarre tutti in salvo facendosi aiutare da alcuni insetti e, così, facendo, l'albero della vita gli dà una magicpop, che gli permette di trasformarsi nel poppixie degli insetti.

## Salviamo le scimmie svitate
- Prima TV: 25 gennaio 2011

Le protagoniste femminili sono tutte felicissime perché in città sta per arrivare un loro grande idolo, il cantante Justin Nimble, che terrà un concerto per sensibilizzare il pubblico sulle scimmie svitate, delle particolari scimmie che, per via di alcuni difetti fisici, risultano essere impacciate in qualsiasi movimento. Chatta vorrebbe far colpo sul cantante, ma non se ne intende minimamente di scimmie svitate, perciò le pixie decidono di andare ad un safari per vederle, durante il quale Chatta ne adotta una. Appena la prende, però, cominciano a formarsi degli strani puntini sulla sua pelle, e la guida del safari le spiega che, evidentemente, lei deve essere allergica alle scimmie svitate. Per risolvere il problema, Fixit regala a Chatta un braccialetto che, se tenuto al polso, annulla l'effetto dell'allergia. Le pixie vanno dunque al concerto, e Chatta porta la scimmia con sé. Justin Nimble, vedendola con la scimmia, decide di farla salire sul palco. Tuttavia un elfo le fa perdere il braccialetto, facendo sì che le comparissero nuovamente i puntini. Vedendola, Justin rimane felicemente colpito nel vedere che avesse portato con sé una scimmia svitata nonostante ne fosse allergica, e comincia a cantare per lei. A questo punto, anche al cantante cominciano a spuntare i famigerati puntini, lasciando intendere che anche lui fosse allergico alle scimmie svitate.

## Il mio miglior amico
- Prima TV: 26 gennaio 2011

Plasto, un amico d'infanzia di Martino, sfruttando la sua capacità di poter allungare i propri arti e mutare il proprio corpo, continua a rubare cibi e oggetti, dando molto fastidio agli abitanti di Pixieville. Gli elfi Floxy e Narcissa sfruttano questa sua abilità per derubare la banca della città, facendogli credere di essere degli addetti incaricati di trasportare del denaro. Alla fine però Plasto si renderà conto del suo errore e riuscirà a recuperare i soldi. Per questo, l'Albero della Vita gli dona una magicpop, in grado di trasformarlo nel poppixie dell'elasticità.

## La pozione speciale di Amore
- Prima TV: 27 gennaio 2011

Otis, l'aiutante di Amore, s'innamora di Penny, un animale magico che lavora in un negozio di vestiti. Mentre Amore è via, lui tenta di preparare una pozione d'amore da dare alla sua innamorata ma, per errore, fa invece sì che in città tutti s'innamorino degli elfi, che decidono di approfittarne per rapinare la banca di Pixieville. Tuttavia Amore, con potere della sua magipop, riesce a recuperare un fiore magico che gli era stato rubato dagli elfi, grazie al quale riesce a far tornare tutto alla normalità.

## Il ladro di giocattoli
- Prima TV: 28 gennaio 2011

Fixit, che lavora al negozio di giocattoli dello gnomo Augustus, teme che una sua invenzione, consistente in un robot praticamente indistruttibile, possa essere pericoloso e seminare distruzione, è prova perciò ha distruggerlo. Tuttavia Augustus è intenzionato a prenderlo in quanto crede che, vendendolo, potrebbe guadagnare moltissimi soldi. I sospetti di Fixit si rivelano essere esatti, e infatti il robot tenta di attaccare Fixit durante la notte ma il pixie, grazie ai poteri della sua magicpop, riesce a rendere innocuo (o almeno così sembra) il robot, che può quindi essere messo in vendita.

## I poppixie tecnomagici
- Prima TV: 31 gennaio 2011

Fixit e Digit si sfidano a una gara di tecnomagia, finendo in parità, col risultato che nessuno dei due risulta essere soddisfatto. Perciò, quando un virus tecnomagico dalle sembianze di un piccolo mostriciattolo crea scompiglio a Pixieville, i due tentano inizialmente di sconfiggerlo ognuno per conto proprio, ma alla fine decideranno di unire le proprie forte, riuscendo nell'impresa.

## Un elfo a scuola
- Prima TV: 1º febbraio 2011

Due elfi riescono, con un inganno, a far sì che Tune debba occuparsi del loro figlio Damien mentre loro se ne vanno a spassarsela. Il giovane elfo però continuerà a causare guai in città, ma la smetterà grazie a Camille, una piccola pixie in grado di diventare invisibile che utilizza i suoi poteri per spaventare Damien. Per questo l'Albero della Vita le dona una magicpop, in grado di trasformarla nella poppixie delle illusioni.

## Gnomi impazziti
- Prima TV: 2 febbraio 2011

Improvvisamente gli gnomi provano un enorme odio verso le pixie e cominciano invece a rispettare gli elfi. Questo è dovuto al fatto che questi ultimi hanno usato una trasmissione telemagica che ha condizionato le loro menti. Fixit avrebbe un'invenzione adatta a risolvere il problema, ma, perché funzioni, serve una pixie talentuosa nel parlare, e Chatta sembra fare al caso suo. La suddetta, grazie all'invenzione di Fixit, riesce a far tornare tutto alla normalità, perciò l'Albero della Vita le dona una magicpop, che la trasforma nella poppixie delle chiacchiere.

## Un bisticcio tra elfi
- Prima TV: 3 febbraio 2011

Lenny e Yucca, una coppia di elfi innamorati, sta avendo dei problemi. Infatti, da quando Rex ha regalato a Lenny un misterioso videogioco, questo ha smesso di comportarsi da elfo, diventando buono, ma facendo rattristare Yucca. Il piano di Rex è quello di farla piangere dalla disperazione davanti all'Albero della Vita, così che le sue lacrime danneggino la pianta. Tuttavia, grazie all'aiuto di Chatta e Amore, Lenny tornerà l'elfo di sempre, così che lui e Yucca possano tornare insieme.

## Un'epidemia a Pixiville
- Prima TV: 4 febbraio 2011

A Pixieville si tiene lo Yodelfest, un concorso canoro a cui Tune intende partecipare. La pixie tuttavia si ammalerà di influenza silenziosa, una malattia che rende incapaci di parlare. Tune finirà ben presto per contagiare moltissima gente, scatenando parecchi problemi, tra cui il fatto che allo Yodelfest non partecipi nessuno. Alla fine però riuscirà a far guarire tutti quanti grazie ad alcune mentine dategli da Caramel. Per il lavoro svolto, l'Albero della Vita dona a Tune una magicpop in grado di trasformarla nella poppixie del potere vocale. Alla fine la pixie riuscirà inoltre a vincere la gara canora.
Nota: il titolo dell'episodio presenta un errore in quanto il nome di Pixieville viene erroneamente trascritto come "Pixiville".

## Gli eroi dello scuolabus
- Prima TV: 7 febbraio 2011

Piff sale su uno scuolabus per recarsi a scuola, ma sbadiglia e, dato che il suo sbadiglio magico fa venire sonno a chi le sta vicino, l'autista del bus finisce con lo stancarsi, cominciando a guidare male fino a cadere col veicolo dentro a un fiume. I passeggeri riescono a salvarsi, ma finiranno in una foresta abitata da mostri. Ad un certo punto si trovano davanti un drago, che Piff riesce a far addormentare sempre per via del suo sbadiglio, salvando tutti. Per questo motivo, l'Albero della Vita le dona una magicpop, in grado di trasformarla nella poppixie del dolce sonno.

## Sono anch'io una pop pixie!
- Prima TV: 8 febbraio 2011

Un giorno le magicpop vengono misteriosamente rubate, mentre stranamente gli gnomi ne hanno alcune che permettono loro di volare. Le magicpop degli gnomi provengono da un negozio che se le è fatte fornire dagli elfi, che hanno creato questi surrogati grazie a un uovo. Lockette, dopo averlo preso, utilizza i suoi poteri per scoprire che si tratta di un uovo di octoctopus, una specie di piovra parlante. A rubare le varie magicpop è stata proprio la madre, probabilmente sperando che una di esse potesse essere il suo uovo. Lockette aiuta la madre octoctopus, e perciò l'Albero della Vita le dona una magicpop, in grado di trasformarla nella poppixie delle soglie. Grazie ai suoi nuovi poteri e i suoi amici riesce a sconfiggere gli elfi.

## Sei licenziato!
- Prima TV: 9 febbraio 2011

Guzman viene licenziato da Rollo e, non riuscendo a trovare un nuovo lavoro adatto, prende una tavolozza e un pennello trovati per strada e comincia a dipingere dei quadri che distribuisce in giro. Quel che non sa è che gli strumenti da lui utilizzati sono magici, e perciò i disegni da lui fatti dopo poco tempo diventano reali. Se ne rende conto solo quando dipinge un drago, che prende vita portando scompiglio per le strade di Pixieville. Ma grazie alle sue doti da pittore e a Pixinardo, il vero proprietario della tavolozza e del pennello, che aveva perso per strada, il drago viene, letteralmente, cancellato. Alla fine Rollo assumerà nuovamente Guzman.

## Capelli selvaggi!
- Prima TV: 10 febbraio 2011

A Pam viene recapitato un fungo che produce un odore disgustoso, che ben presto si propaga per tutta la città. L'odore ha inoltre, come svantaggio secondario, il fatto di rovinare completamente qualunque capigliatura. Il centro estetico di Pam viene ben presto denunciato per violazione della salute e quindi chiuso. La pixie, accusata di essere la causa di tutto, va a cercare una prova per dimostrare la sua innocenza. Indagando scoprirà che i veri colpevoli sono gli elfi, essendo stati loro a far recapitare il fungo da alcuni animali, e, grazie all'aiuto di Fixit, riuscirà a sconfiggerli.

## Il talento di Martino
- Prima TV: 11 febbraio 2011

Tina, l'aiutante di Caramel, continua a combinare disastri al Molly Moo. Quando Caramel perderà la memoria dopo aver bevuto per sbaglio una pozione e Martino berrà del succo d'ananas che lo fa addormentare, lei si ritroverà da sola a gestire il locale e, vista la sua incapacità, tutti i clienti si dimostrano insoddisfatti. Dopo che Martino si è risvegliato, grazie all'aiuto di una pozione di Amore Caramel ritroverà la memoria perduta, potendo così continuare a gestire il locale.

## L'attacco dei ragni giganti
- Prima TV: 14 febbraio 2011

Ninfea ordina ai pixie e agli gnomi di ripulire il quartiere degli elfi, essendo molto sporco. Rex, per vendicarsi, decide di ingigantire due ragni, così che seminino il panico a Pixieville. I ragni tuttavia intrappoleranno nelle loro ragnatele non solo i pixie e gli gnomi, ma anche gli stessi elfi. Toccherà ad Amore salvare tutti usando le sue pozioni magiche, nonostante la sua paura per i ragni.

## La corsa all'oro degli gnomi
- Prima TV: 15 febbraio 2011

Gli gnomi organizzano una corsa all'oro in onore di un famoso gnomo che loro chiamano "Vecchio Minatore". Gli elfi però li ipnotizzano e, facendo credere loro che ci sia oro in giro, fanno sì che scavino e diano picconate dappertutto, provocando ingenti danni. Una pixie di nome Mola riesce a salvare l'Albero della Vita da un attacco degli elfi, perciò l'albero le dona una magicpop, in grado di trasformarla nella poppixie dei tunnel. Grazie al suo nuovo potere, riesce a sconfiggere gli elfi.

## Il party perfetto
- Prima TV: 16 febbraio 2011

Cherie riceve una lettera da parte del suo ricco ex fidanzato Arsenio, che la invita ad un suo nuovo fidanzamento che si terrà al Pixie Plaza. La pixie, per farlo ingelosire, ci va con Martino, fingendo che sia il suo nuovo fidanzato. Alla festa però Cherie, Martino e Chatta scoprono che la nuova compagna di Arsenio è in realtà Maxine travestita e che gli elfi hanno intenzione di rubare lo scettro magico del ricco pixie, in grado di trasformare gli oggetti in oro. Alla fine gli elfi verranno sconfitti da Cherie e dai suoi amici.

## Un cucciolo divertente
- Prima TV: 17 febbraio 2011

Giga, un cugino di Lockette col potere di rimpicciolirsi e ingrandirsi, fa la conoscenza di Lingualunga, uno strano mostriciattolo che si ingrandisce ogni volta che si fa male. Quando Chatta calpesta la zampa di quest'ultimo, il suddetto, provando dolore, diventa grande, creando scompiglio a Pixieville. Giga riesce a catturarlo, così l'Albero della Vita gli dona una magicpop in grado di trasformarlo nel poppixie della crescita. Grazie ai suoi nuovi poteri riesce a far tornare Lingualunga alla sua grandezza naturale.

## Il gran premio di Pixieville
- Prima TV: 18 febbraio 2011

Si sta per svolgere il gran premio di Pixieville, una gara dove pixie, gnomi ed elfi gareggiano in auto o in moto. Lockette, una volta scoperto che il premio in palio è un giro del Mondo Magico, decide di iscriversi, partecipando assieme ai suoi amici. Alla gara tuttavia, per vari motivi, nessuno riesce ad arrivare al traguardo, e la competizione rimane perciò senza vincitori. Tuttavia Lockette è ugualmente contenta perché si è divertita e perché sa che ha molti amici su cui contare.

## Un talent show esplosivo
- Prima TV: 21 febbraio 2011

A Pixieville sta per svolgersi una gara di talenti e Cherie, non avendo mai vinto un trofeo in vita sua, decide di parteciparvi. I suoi amici, per non farla demoralizzare, decidono di partecipare perdendo appositamente, così da darle una possibilità di vincere. Nonostante la partecipazione sia riservata ai pixie, anche Floxy, sotto mentite spoglie, decide di gareggiare, ma il suo inganno viene presto scoperto, scatenando l'ira del pubblico. Floxy decide allora di trasformare un orsetto di diamante in un mostro, che Cherie riuscirà a sconfiggere grazie ai suoi poteri da poppixie.

## Lo spettacolo scoppiettante di Jolly
- Prima TV: 22 febbraio 2011

Jolly fa uno spettacolo utilizzando dei particolari uccelli chiamati pappapiccioni, molto ghiotti di biscotti. I suddetti però si rivelano essere particolarmente ingordi, cominciando a mangiare anche oggetti di uso comune, sia piccoli che grandi. Alla fine però, grazie all'astuzia di Jolly, i pappapiccioni smetteranno di essere un problema per Pixieville. Perciò l'Albero della Vita gli dona una magicpop, in grado di trasformarlo nel poppixie del divertimento.

## Amore e i draghi litigiosi
- Prima TV: 23 febbraio 2011

Amore trova il Mestolo Perduto degli Gnomi, capace di creare pozioni magiche da solo, in una grotta. Essendo fatto di materiale prezioso, due draghi, un maschio e una femmina, che litigano spesso tra loro e a cui piacciono molto i gioielli tentano di prenderglielo, inseguendola fino a Pixieville, dove i draghi provocano diversi disastri per via dei loro poteri legati al fuoco e al ghiaccio. Amore crea, grazie al potere del mestolo, una pozione con cui fa innamorare i due draghi l'uno dell'altra, e decide di dare loro l'oggetto magico per evitare che provochino altri danni. Dopo che se ne sono andati da Pixieville, l'effetto dell'incantesimo si esaurisce e i due draghi tornano a litigare, finendo per rompere il mestolo magico.

## Un ammiratore per Chatta
- Prima TV: 24 febbraio 2011

Zepto è un elfo che rappresenta un tipico dongiovanni e, appena vede Chatta in televisione, capisce di aver trovato la sua prossima "conquista". Zepto continua perciò a importunare Chatta che, non provando nulla per lui, tenta in ogni modo di sbarazzarsene. La pixie decide allora di usare una pozione di Amore che servirebbe a farsi odiare da chiunque le sia davanti nel momento in cui se la versa addosso, ma per errore ne usa troppa, finendo col venire odiata da parecchi pixie. A quel punto interviene Amore, che risolve la situazione. Più tardi Chatta restituisce ad Amore un ciondolo portafortuna che le aveva prestato. Zepto, vedendolo, ne rimane particolarmente attratto, mettendo in dubbio il fatto che fosse veramente attratto da Chatta e facendo pensare che potesse invece essere attratto dal ciondolo.

## L'ultimo gnomo
- Prima TV: 25 febbraio 2011

Rex e i suoi amici trovano una pietra che permette di pietrificare gli gnomi, cosa che cominciano a fare, causando parecchi problemi. Dato che si dice che l'unico a poter spezzare l'incantesimo sia uno gnomo dal cuore puro, i pixie pensano che il suddetto sia Ronf, uno gnomo che pensa solo a dormire. Pur essendo parecchio impacciato, Ronf riuscirà a rompere la pietra, salvando così tutti gli gnomi, che tornano normali.

## L'assalto sotterranero degli elfi
- Prima TV: 28 febbraio 2011

Rex e la sua banda convincono dei mostri sotterranei a far sprofondare gli edifici di Pixieville, dando loro in cambio dei cetrioli caramellati. Caramel e Martino finiscono sottoterra e così Fixit, Plasto, Cherie e Lockette partono per salvarli. Gli elfi sono intenzionati a svaligiare la banca di Pixieville, ma i pixie riescono a sconfiggere i mostri e a sventare il loro piano, riuscendo poi anche a riportare tutti gli edifici alla loro posizione originaria.
Nota: il titolo dell'episodio presenta un errore in quanto la parola sotterraneo viene erroneamente trascritta come "sotterranero".

## Magicpop in pericolo
- Prima TV: 1º marzo 2011

Un'elfa di nome Sinia si trasforma in una bella pixie e, grazie alla magia, fa innamorare di sé Martino, Plasto, Morpho e Fixit, intenzionata a rubare le loro magicpop. Tuttavia Amore, Lockette, Chatta e Caramel scoprono il suo segreto, così, durante uno scontro con lei, le fanno ingoiare un fiore magico (precedentemente inserito in una torta di Caramel) che la fa tornare al suo aspetto reale, sciogliendo il sortilegio.

## Una giornata elettrizzante
- Prima TV: 2 marzo 2011

Glim è un pixie con poteri legati all'elettricità. Lui tuttavia non riesce a controllarli bene, finendo per causare parecchi disastri. Un giorno va al parco dei divertimenti con Amore e i suoi amici, e lì Rex, con la sua banda, manomette la centrale elettrica del parco. Glim, grazie ai suoi poteri, riesce a risolvere i guai causati da questa loro azione, e perciò l'Albero della Vita gli dona una magicpop, in grado di trasformarlo nel poppixie dell'energia. Grazie ai suoi nuovi poteri Glim riesce a sconfiggere gli elfi.

## Tre desideri straordinari
- Prima TV: 3 marzo 2011

Gli elfi rubano uno specchio di Ninfea dove è stato imprigionato un genio malvagio. Il suddetto rivela di poter esaudire tre desideri, ma prima del terzo, chiede agli elfi di buttarlo nel lago di Pixieville, facendolo uscire dallo specchio. Il genio, ormai libero, scatena il caos in tutta la città, ma Chatta riesce a rompere lo specchio, facendo scomparire il malvagio.

## I pixie lillipuziani
- Prima TV: 4 marzo 2011

Grazie a una magia, Rex fa sì che tutti gli abitanti di Pixieville escluso lui e la sua banda diventino microscopici e così facendo riesce a svaligiare la banca facilmente. I pixie scoprono che per tornare normali hanno bisogno di un pelo di un mostro chiamato Grufus scorbuticus. Vanno quindi dal mostro e fanno amicizia con lui, così si fanno aiutare dal suddetto per sconfiggere gli elfi. Nel frattempo Amore prepara, grazie al pelo, una pozione per far tornare normali tutti quanti.

## Il rivale chiacchierone di Chatta
- Prima TV: 7 marzo 2011

Chatta viene sgridata dai suoi amici perché chiacchiera troppo, così la sua assistente BlaBla la porta in una caverna dove lei possa chiacchierare per ore senza essere disturbata. In quella caverna tuttavia vive un mostro con tre teste molto loquace che si risveglia ogni volta che qualcuno fa un lungo discorso in sua presenza. Dopo essersi risvegliato va al Pixie Plaza dove, con le sue chiacchiere, fa troppo rumore. Alla fine sarà proprio Chatta che, facendo un altro discorso in sua presenza, lo pietrifica.

## Più in fretta, Pam
- Prima TV: 8 marzo 2011

Pam, Lockette e Chatta offendono involontariamente la regina delle chiocciole, che, per punirle, lancia loro la maledizione della lentezza, per via della quale Pam muove le mani lentamente, Lockette muove le gambe lentamente e Chatta parla lentamente. Le tre pixie provano a cercare dei metodi per risolvere il problema, ma alla fine si rendono conto che l'unica cosa che possono fare è chiedere scusa alla regina delle chiocciole. Dopo averlo fatto, la suddetta toglie la maledizione, e le tre pixie tornano normali.

## La coccinella della sfortuna
- Prima TV: 9 marzo 2011

Per preparare una torta, Martino prende una zucca nella quale viveva una coccinella che porta sfortuna. La torta viene successivamente servita a una festa in onore di Camelia, una pixie amica di Caramel, che è da poco tornata da una spedizione botanica. Camelia tuttavia risulta essere l'unica a non mangiarne neanche una fetta, mentre tutti gli altri invitati, dopo averla gustata, cominciano a venire perseguitati dalla sfortuna. Martino rivela perciò la verità, e la coccinella promette di far svanire la sfortuna se gli porteranno un'altra zucca di suo gradimento che rimpiazzi quella vecchia. Alla fine sarà proprio Camelia, essendo l'unica a non essere sfortunata, a dargli una zucca adatta, e così l'Albero della Vita le dona una magicpop, in grado di trasformarla nella poppixie delle piante, e il sortilegio della coccinella viene spezzato. Nonostante ciò, la zucca nuova verrà ugualmente rovinata poco dopo.

## Un brutto raffreddore per Fixit e Martino!
- Prima TV: 10 marzo 2011

Arriva la primavera, e perciò un particolare polline magico invade tutta Pixieville, facendo sì che gli abitanti, respirandolo, si comportino in modo bizzarro, arrivando a svolgere solamente attività di piacere e sfrenatezza. Fixit e Martino non subiscono la sorte degli altri, essendosi entrambi presi il raffreddore, e perciò, per risolvere la situazione, buttano Cherie in una fontana in modo che anche lei se lo prenda. La suddetta, usando i suoi poteri, riesce a far sì che in città prendano tutti il raffreddore, così da non subire più l'effetto del polline.

## Le tortine zuccherose di Caramel
- Prima TV: 11 marzo 2011

Caramel, per pubblicizzare il Molly Moo, distribuisce delle tortine gratuitamente, facendo arrabbiare il dentista Boxen, che odia lo zucchero. Per punirla, fa sì che lei e le sue amiche, dopo aver mangiato i dolcetti, si trasformino in mostri. L'effetto tuttavia è momentaneo, e allo scadere di esso le pixie tornano normali, senza ricordare nulla dell'accaduto. Boxen decide di utilizzare tale magia un'altra volta, ma in questo caso le amiche non sembrano tornare più normali, se non con una magia di Linfea. A quel punto il dentista confessa a Caramel l'accaduto, e lei lo perdona, ma per punirlo viene costretto a cucinare delle tortine al Molly Moo.

## Vita da Cherie
- Prima TV: 14 marzo 2011

Cherie si approfitta troppo del fatto di essere ricca, comprando talmente tante cose da non lasciarne più per gli altri. Così Linfea decide che per un giorno lei e Lockette dovranno scambiarsi i ruoli, perciò Cherie dovrà lavorare al Pixie Plaza, mentre Lockette potrà utilizzare come meglio crede tutte le ricchezze della sua amica. Ben presto tutti i soldi a disposizione le daranno alla testa, rendendola molto simile a Cherie che, nel frattempo, si è resa conto di quanto sia duro lavorare all'albergo. Linfea, felice che le due pixie abbiano capito cosa si provi a mettersi nei panni l'una dell'altra, le fa tornare alle loro vite normali.

## La sfida tra Caramel e Martino
- Prima TV: 15 marzo 2011

Caramel e Martino litigano ritenendosi l'una più brava dell'altro. Per questo Martino lascia il Molly Moo e apre un piccolo locale lì vicino. Tuttavia, mentre i dolci di Caramel e le bibite di Martino hanno successo come sempre, la stessa cosa non si può dire delle bibite di Caramel e i dolci di Martino. Solo Tina lo apprezza, tanto che ne mangia in quantità spropositate, così da ingrassare fino a diventare simile a una palla. Così ridotta, comincia a rimbalzare in giro causando danni a Pixieville. Caramel e Martino devono perciò unire le loro forze per fermare Tina. Dopo esserci riusciti, i due fratelli si riappacificano.

## Sirene, le migliori amiche dei poppixie
- Prima TV: 16 marzo 2011

Chatta, Lockette, Fixit, Martino e Cherie fanno visita a una città sottomarina popolata da sirene. C'è tuttavia un grosso problema: la città è fatta quasi interamente di coralli, e un pescecane continua a mangiarli, perciò le sirene in parecchi casi devono ricostruire da capo la loro città. I pixie capiscono però che il suddetto pescecane ha un debole per la musica e mentre l'ascolta non causa alcun tipo di danno, perciò si rendono conto che, usando delle radio, si può facilmente risolvere il problema. Dopo aver salutato le sirene, i pixie tornano a Pixieville.

## Un tesoro ai piedi dell'arcobaleno
- Prima TV: 17 marzo 2011

A Pixieville è comparso un arcobaleno, grazie al quale l'Albero della Vita riesce ad alimentare le magicpop. Gli gnomi tuttavia vogliono prendere il tesoro che si trova alla fine di esso, senza il quale, però, non ci sarebbero più arcobaleni a Pixieville. I pixie provano quindi a fermarli, riuscendoci. Tuttavia anche gli elfi vogliono prendere il tesoro, formato da alcune pietre preziose, e riescono addirittura ad arrivare fino al suddetto. I pixie riescono tuttavia a impedire loro di prendere le pietre fino alla sparizione dell'arcobaleno. Dopodiché, anche il tesoro scompare.

## La pozione delle sirene
- Prima TV: 18 marzo 2011

La sirena Redne compie gli anni e, sotto consiglio di Chatta, la festa viene tenuta al lago di Pixieville. Tuttavia Rex riesce a prendere una squama di una sirena, grazie alla quale Maxine riesce a creare una pozione in grado di trasformare gnomi, pixie e animali magici in creature acquatiche. Chi viene poi colpito dalla pozione finisce per cercare disperatamente dell'acqua, finendo con l'entrare nel lago. Toccherà ai pixie, ormai trasformati, trovare l'algolosa, un'alga capace di farli tornare normali.

## La minaccia di Rex a Pixieville
- Prima TV: 21 marzo 2011

L'Albero della Vita si sta indebolendo, e perciò la barriera magica che circonda Pixieville scompare. Rex ne approfitta e, utilizzando un bastone magico del suo antenato Zenobius, riesce a richiamare dei mostri, che cominciano a scatenare il caos in tutta la città. Per Pixieville sembra essere giunta la fine.

## Salviamo l'Albero della Vita!
- Prima TV: 22 marzo 2011

Ninfea rivela che l'unico modo per fermare gli elfi è utilizzare uno scettro magico che si trova nella banca di Pixieville. Mentre i pixie vanno a prenderlo, Ninfea, sotto minaccia, si ritrova costretta a far crescere le ali agli elfi, e dopo ciò i suddetti si dirigono verso l'Albero della Vita, per abbatterlo. Lei viene però liberata e, grazie allo scettro, riesce a sconfiggere Rex. Si scopre poi che il motivo per cui l'Albero della Vita aveva dei problemi era che un animale ne stava rosicchiando le radici, cosa che Ninfea riesce a risolvere facilmente grazie alla magia. Pixieville è finalmente salva.